# Ćwik (stopień harcerski)

Oznaka stopnia używana do 2003 roku

Ćwik – w ZHP czwarty (kiedyś trzeci), w ZHR i SH trzeci, a w SHK Zawisza drugi męski stopień harcerski. Przeznaczony dla harcerzy w wieku 14-17 lat. Oznaczany złotą lilijką nabitą na krzyżu harcerskim (ZHR, ZHP fakultatywnie) lub dwiema krokiewkami na  naramienniku (ZHP). W „Zawiszy”, stopień ćwika oznacza biało-czerwona naszywka „Semper Parati” noszona na lewym ramieniu.

## WZHP
Wyższym stopniem jest Harcerz Orli, a niższym Odkrywca

### Idea stopnia
Ćwik poszukuje wzorów do naśladowania zgodnych z harcerskimi wartościami. Szuka sytuacji, w których może pomóc zgodnie z wyrażoną w Przyrzeczeniu szczerą wolą. Pracuje nad swoim charakterem. Poszukuje swoich zainteresowań i pasji. Rozwija je, zdobywając wiedzę i umiejętności w wybranych dziedzinach. Współtworzy życie drużyny.

### Wymagania do otwarcia próby
- zdobył stopień Odkrywca. Jeżeli nie posiada stopnia Odkrywcy, to realizuje próbę Ćwika poszerzoną o dodatkowe wiadomości i umiejętności zawarte w wymaganiach z poprzednich stopni,
- aktywnie uczestniczy w życiu zastępu i drużyny.

### Czas próby
9–12 miesięcy.

### Wymagania stopnia

#### I. Praca nad sobą
1. Znam swoje dobre strony. Rozwijam je i potrafię je wykorzystać na rzecz innych.
2. Poszukuję autorytetów. Czerpię z nich motywację do pracy nad sobą.
3. Czynnie uczestniczę w formach rozwoju duchowego, np. kuźnica, dyskusja, rekolekcje, pielgrzymka.
4. Racjonalnie organizuję własny czas. Planuję przebieg dnia, tygodnia.
5. Znam zasady dobrego wychowania, potrafię ubrać się odpowiednio do sytuacji.
6. Potrafię korzystać z osiągnięć postępu technicznego, przestrzegam przy tym zasad kultury (np. znam zasady netykiety, wiem, jak korzystać z telefonu komórkowego w miejscach publicznych, kontroluję czas spędzany przy komputerze).
7. Udoskonaliłem swoją technikę uczenia się lub poprawiłam/em oceny z wybranych przedmiotów szkolnych.
8. Systematycznie oszczędzam pieniądze na określony cel.
9. Uczę się języka obcego i potrafię wykorzystać jego znajomość (np. przetłumaczyłem artykuł, nawiązałem korespondencję ze skautem lub skautką).
10. Zrobiłem przegląd swego tygodniowego jadłospisu pod kątem wartości odżywczych, wyciągnąłem wnioski i wprowadziłem poprawki na przyszłość. Znam skutki niedożywienia i przejadania się.
11. Potrafię udzielić pierwszej pomocy, w razie potrzeby potrafię zastosować resuscytację (ogól czynności prowadzących do przywrócenia podstawowych czynności życiowych).
12. Włączyłem się do prowadzenia gospodarstwa domowego. W trakcie próby przejąłem na siebie dodatkowe obowiązki.
13. Załatwiłem sprawy organizacyjne biwaku, wycieczki, obozu (np. zakup biletu zbiorowego, ubezpieczenie, przygotowanie wykazu potrzebnego sprzętu, prowadzenie rachunków).

#### II. Doskonalenie harcerskie
1. Wyspecjalizowałem się w wybranej dziedzinie harcerskiej (techniki harcerskie lub inna dziedzina pomocna w pracy drużyny). Kierowałem projektem dotyczącym tej dziedziny.
2. Przeczytałem przynajmniej jedną książkę, która pogłębiła moją wiedzę o dziejach ruchu harcerskiego lub skautowego. Zaprezentuję innym (w zastępie, drużynie lub w klasie) wybrane zagadnienie lub znaczącą postać z dziejów harcerstwa.
3. Zorganizowałem według własnego pomysłu akcję zarobkową w drużynie lub nawiązałem pożyteczne dla drużyny kontakty (z osobą, instytucją).
4. Znam cele działania Związku Harcerstwa Polskiego.

#### III. Poszukiwanie pól służby
1. Jestem wrażliwy na potrzeby drugiego człowieka – świadomie i odpowiedzialnie podejmuje stałą służbę.
2. Sporządziłem „mapę potrzeb” występujących w najbliższej okolicy i uczestniczyłem w projekcie (zadaniu) odpowiadającym na którąś ze wskazanych potrzeb.
3. Orientuję się w bieżących wydarzeniach politycznych, gospodarczych i kulturalnych kraju.
4. Znam najważniejsze prawa i obowiązki obywateli RP.
5. Przeprowadziłem zwiad tematyczny (np. poznając przyrodę, kulturę, historię, współczesne życie społeczne i gospodarcze, poznając ciekawe osoby, mało znane miejsca, zapomniane pamiątki historyczne). Sporządziłem dokumentację zwiadu (zawierającą np. opisy, wywiady, pamiątki, fotografie, spis lektur na wybrany temat). W interesujący sposób przedstawiłam/em ją w drużynie.

W okresie próby uczestniczyłem w co najmniej trzech projektach. W czasie próby zdobyłem co najmniej trzy sprawności (dwugwiazdkowe i trzygwiazdkowe).
Uwaga. Próbę można uzupełnić o dodatkowe wymagania przyjęte w środowisku.

## WZHR

### Idea stopnia
Staje się mistrzem (ćwikiem) harcerskiego wyrobienia. Świetnie daje sobie radę w lesie, opanował techniki harcerskie, zna historię i rozumie współczesne dzieje harcerstwa. Jest człowiekiem wiary opierającej się na osobistej modlitwie i refleksji. Jego patriotyzm jest podstawą aktywnej służby Polsce. Potrafi określić swoje słabości i walczyć z nimi. Poszerza swoje horyzonty intelektualne i zainteresowania, znajduje się w świecie kultury. Pracuje nad kulturą osobistą. Pełni służbę bliźnim, można na nim polegać, jest odpowiedzialny i potrafi wziąć odpowiedzialność za innych. Można powierzyć mu ważną funkcję w drużynie.

## Idea stopnia wSHK-Z-FSE
Jest wyszkolony w technikach harcerskich, radzi sobie sam w lesie. Posiada wiedzę teoretyczną oraz rozwija się duchowo, aby dążyć do ideału. Służy innym braciom harcerzom, jest przykładem dla nich. Zdobywa spr. mistrzowskie, aby podwyższyć swój stopień zaawansowania w danej technice.

## Idea stopnia wSH
Ćwik to harcerski wyga – radzi sobie w różnych sytuacjach życiowych. W pełni opanował podstawowe umiejętności harcerskie, w wyszkoleniu polowym nie ma dla niego tajemnic.